# 1930.
1930. je četrto desetletje v 20. stoletju med letoma 1930 in 1939. 